# 路易斯·格雷戈里奥·拉莫斯
路易斯·格雷戈里奥·拉莫斯（西班牙語：Luis Gregorio Ramos，1953年5月15日—），西班牙男子皮划艇运动员。他曾代表西班牙参加1976年、1980年和1984年夏季奥林匹克运动会皮划艇比赛，获得一枚银牌和一枚铜牌。